# Morafeno (Befandriana-Nord)
Pour les articles homonymes, voir Morafeno.
Morafeno est une commune urbaine malgache située dans la partie centrale de la région de Sofia.